# 小池一子
小池 一子（こいけ かずこ、1936年 - ）は、日本のクリエイティブ・ディレクター、コピーライター。武蔵野美術大学名誉教授。
父は教育学者の矢川徳光、姉は作家、詩人、翻訳家の矢川澄子。

## 来歴
東京都出身。恵泉女学園中学校・高等学校、早稲田大学文学部英文科卒業。

アドセンター・堀内誠一の下で編集、広告の企画、執筆を始める。1961年よりフリーランス。西武百貨店、後の西武セゾングループ（パルコなど）のコピーライティング、編集企画などをアートディレクター田中一光と共に手がける。1980年、堤清二社長の許で無印良品立ち上げに田中一光と共に参画。現在もアドバイザリーボードを務める。1976年、編集・デザイン・美術展企画を行う「株式会社キチン」を創設。
企画した美術展は、「現代衣服の源流展」（1975年、京都国立近代美術館）、「フリーダ・カーロ展」（1989年、西武アートフォーラム）、「日本のライフスタイル50年　生活とファッションの出会いから展」（1998年～1999年、宇都宮美術館、広島市現代美術館）、「ヴェニス・ビエンナーレ第7界国際建築展」における日本館「少女都市」（2000年）「田中一光とデザインの前後左右展」（2012年）など。
1983年、東京都江東区佐賀にあった昭和初期に建築されたビル「食糧ビル」内に、自主運営のアートスペース「佐賀町エキジビットスペース」を創設（2000年まで）。現代美術を中心に大竹伸朗、森村泰昌、杉本博司、内藤礼などの展覧会を行った。
1988年、武蔵野美術大学教授に就任。造形学部空間演出デザイン学科ファッションデザインコースで、専門はファッション・デザインと現代美術との接点。
多摩美術大学美術学部芸術学科客員教授。
2016年から2020年3月まで十和田市現代美術館館長。セゾン文化財団評議員。
2022年1月22日 「オルタナティブ！ 小池一子展　アートとデザインのやわらかな運動」をアーツ千代田 3331で開催。これまでの仕事が年代に沿って展示された。

## 受賞
- 1985年度 - 毎日デザイン賞
- 1995年度 - 日本文化芸術振興賞
- 2019年 - 第22回文化庁メディア芸術祭功労賞[8]
- 2020年度 - 文化庁長官表彰[9]
- 2022年度 - 第14回伊丹十三賞[10][11]
- 2022年度 - 文化功労者[12]
- 2024年11月 - 旭日中綬章[13][14]

## 著書
- 小池一子『私たちは挑戦する』集英社〈歴史をつくる女たち８〉（原著1983年2月1日）。ISBN 978-4081810086。 NCID BN02220433。
- 小池一子、深井晃子『ファッション・ワード・コレクション』講談社（原著1985年11月1日）。ISBN 978-4062017695。 NCID BN08472122。
- 『歴史都市 Historical cities』小池一子監修、平凡社〈太陽スペシャル〉（原著1987年11月1日）。 NCID BN12708674。
- 小池一子『空間のアウラ』白水社（原著1993年1月1日）。ISBN 978-4560038536。 NCID BN08642925。
- 小池一子『Fashion: 多面体としてのファッション』武蔵野美術大学出版局（原著2004年1月1日）。ISBN 978-4901631280。 NCID BA62724171。
- 小池一子、金井政明、深澤直人『MUJI 無印良品』良品計画（原著2010年10月26日）。ISBN 978-4887522343。 NCID BB03981667。
- 平野啓一郎、伊東豊雄、小池一子、深沢直人 著、鈴木紀慶 編『倉俣史朗着想のかたち : 4人のクリエイターが語る。』六耀社（原著2011年3月1日）。ISBN 978-4897376745。 NCID BB05336371。
- 小池一子、原研哉 編『素手時然』良品計画（原著2015年6月15日）。ISBN 978-4582824759。 NCID BB19136665。
- 粟津則雄、松本健一、三浦雅士、山口昭男、小池一子 著、菅野昭正 編『辻井喬=堤清二 : 文化を創造する文学者』平凡社（原著2016年3月11日）。ISBN 978-4582837193。 NCID BB2100272X。
- 小池一子『イッセイさんはどこから来たの? : 三宅一生の人と仕事』HeHe（原著2017年12月7日）。ISBN 978-4908062209。 NCID BB25155063。
- 飯沢耕太郎、小池一子（他）『起点としての80年代 Starting points : Japanese art of the '80s』マイブックサービス（原著2018年7月7日）。ISBN 978-4907490126。 NCID BB26466670。
- 小池一子『美術/中間子 小池一子の現場』平凡社（原著2020年12月10日）。ISBN 978-4582620719。 NCID BC04494691。
- 小池一子『小池一子 : はじまりの種をみつける』平凡社〈のこす言葉KOKORO BOOKLET〉（原著2021年5月27日）。ISBN 978-4582741254。 NCID BC07552422。

### 翻訳書
- ジュディ・シカゴ 著、小池一子 訳『花もつ女 ウエストコーストに花開いたフェミニズム・アートの旗手、ジュディ・シカゴ自伝』PARCO出版（原著1979年）。ASIN B000J87JLG。 NCID BN07025785。
- ダイアナ・ヴリーランド 著、小池一子 訳、クリストファー・ヘンフィル 編『アルール : 美しく生きて』PARCO出版（原著1981年）。ISBN 4891940581。 NCID BN07082122。
- ピーター・アダム 著、小池一子 訳『アイリーングレイ : 建築家デザイナー』リブロポート（原著1991年12月1日）。ISBN 978-4845706495。 NCID BN07370739。
- ピーター・アダム 著、小池一子 訳『新版 アイリーングレイ : 建築家デザイナー』みすず書房（原著2017年11月2日）。ISBN 978-4622086666。 NCID BB24811982。

### 展覧会図録
- 小池一子 編『art parco '69-'74 : 女の誕生 : アール・パルコ』草刈順監修、PARCO出版（原著1974年）。 NCID BA4038652X。
- 小池一子 編『現代衣服の源流』京都商工会議所（原著1975年）。ASIN B000J9O670。 NCID BN04857952。
- 『Art Today'77 見えることの構造 : 6人の目』小池一子監修、西武美術館（原著1977年）。 NCID BB06338394。
- 小池一子 編『Art Vivant 特別号 西武美術館講座』ニューアート西武（原著1977年12月30日）。ASIN B07GJDL8BR。 NCID BD07095011。
- 小池一子 編『マッキントッシュのデザイン展 : 現代に問う先駆者の造型-家具・建築・装飾』西武美術館（原著1979年）。 NCID BN05194872。
- 田中一光; 小池一子 (1982) (英語). JAPAN COLOR. Chronicle Books. ISBN 0877013101. NCID BA00448188
- 田中一光; 小池一子 (1981) (英語). JAPANESE COLORING. Japan Day Preparation Committee Members. ISBN 0877013101. NCID BA13215615
- 田中一光、小池一子『日本の色彩』リブロポート（原著1982年5月1日）。ISBN 4845700603。 NCID BN02164514。
- 小池一子 編、前畑典子 訳『The undercover story アンダーカバー・ストーリー』日本ボディファッション協会、京都服飾文化研究財団（原著1983年10月1日）。 NCID BA67592293。
- 田中一光; 小池一子 (1984-10-01) (英語). Japan design : the four seasons in design. Chronicle Books. ISBN 978-0877013273. NCID BA12315126
- Connie Boucher; 小池一子 (1988-12-01) (英語). SNOOPY IN FASHION. リブロポート. ISBN 978-4845701544. NCID BN12916296
- 小池一子、三代川律子、小柳敦子 編『サルトーリの仮面によるコメディア・デラルテ』西武百貨店渋谷店（原著1986年9月1日）。 NCID BA74705800。
- 小池一子、小柳敦子、三代川律子 編『Haath : ハート展 : インド手織と三宅一生』西武百貨店（原著1986年）。 NCID BA78931947。
- 小池一子、正木基 編『岡部昌生展 : strike-struck-stroke at Sagacho』佐賀町エキジビット・スペース（原著1986年）。 NCID BA89102208。
- Yves Klein; Michel Boulangé; 小池一子 (1987) (フランス語). Michel Boulangé : Japon. NCID BA50857848
- 大竹伸朗 著、小池一子、木戸英行、神山俊一 編『大竹伸朗 : printing painting』現代グラフィックアートセンター（原著1997年10月1日）。ASIN B07WP469C8。 NCID BA36562254。
- 岡部昌生 著、小池一子、ダニ・カラヴァン、佐藤友哉 編『岡部昌生展「ダニ・カラヴァンへの23の手紙」』（原著1999年7月1日）。 NCID BC11995245。
- 小池一子『MAU-FD 1988-2005』武蔵野美術大学美術資料図書館（原著2006年3月1日）。 NCID BA86506787。
- 田中一光、小池一子(企画) 著、保田園佳、中村水絵、小野寺舞 編『田中一光とデザインの前後左右』フォイル（原著2012年9月25日）。ISBN 978-4902943764。 NCID BB1046215X。
- ヨーガン・レール、小池一子 著、松浦秀昭 編『On the beach』HeHe（原著2015年7月18日）。ISBN 978-4908062100。 NCID BB1951619X。
- 毛利悠子、小池一子（他）『毛利悠子 : ただし抵抗はあるものとする』月曜社（原著2019年2月25日）。ISBN 978-4865030716。 NCID BB28159978。
- 小池一子『小池一子展 : オルタナティブ!--アートとデザインの柔らかな運動』アーツ千代田3331（原著2022年1月22日）。 NCID BD03118920。
- 宮永愛子、小池一子(他) 著、長田実穂(他) 編『宮永愛子『詩を包む』』富山市ガラス美術館（原著2024年1月24日）。 NCID BD05459263。
- 内藤礼、小池一子『わたしは生きた』HeHe（原著2024年6月20日）。ISBN 978-4908062599。 NCID BD07595003。

## 主なテレビ出演
- デザインミュージアムジャパン『秋田×小池一子 時を超える衣装の記憶』（2024年1月6日、NHK Eテレ）[15]
- 日曜美術館『時代のアートの伴走者として小池一子 89歳の颯爽』（2025年3月9日、NHK Eテレ）[16]

## 関連人物
- 堀内誠一
- 石岡瑛子
- 田中一光
- 和田誠
- 赤塚不二夫
- 秋浜悟史
- 真鍋博
- 三宅一生
- 大竹伸朗